# Arnot-hangyászrigó
Az Arnot-hangyászrigó (Myrmecocichla arnotti) a madarak osztályának verébalakúak (Passeriformes) rendjéhez és a  légykapófélék (Muscicapidae) családjához tartozó faj.

## Rendszerezése
A fajt Henry Baker Tristram francia pap és ornitológus írta le 1869-ben, a Saxicola nembe Saxicola arnotti néven. Egyes szervezetek a Pentholaea nembe sorolják Pentholaea arnotti néven.

## Alfajai
- Myrmecocichla arnotti arnotti (Tristram, 1869)
- Myrmecocichla arnotti harterti (Neunzig, 1926)

## Előfordulása
Angola, Botswana, Burundi, a Dél-afrikai Köztársaság, a Kongói Demokratikus Köztársaság, Malawi, Mozambik, Namíbia, Ruanda, Tanzánia, Uganda, Zambia és Zimbabwe területén honos.
Természetes élőhelyei a szubtrópusi vagy trópusi száraz szavannák. Állandó, nem vonuló faj.

## Megjelenése
Testhossza 18 centiméter.

## Természetvédelmi helyzete
Az elterjedési területe rendkívül nagy, egyedszáma viszont csökken. A Természetvédelmi Világszövetség Vörös listáján nem fenyegetett fajként szerepel.